# Leonardo Castro
Leonardo Fabio „Leo” Castro Loaiza (ur. 14 czerwca 1992 w El Tambo) – kolumbijski piłkarz występujący na pozycji napastnika, od 2023 roku zawodnik Millonarios.